# ピクシー 復讐と逃亡
『ピクシー 復讐と逃亡』（ピクシー ふくしゅうととうぼう、Pixie）は2020年のイギリスのコメディ・スリラー映画。
監督はバーナビー・トンプソン、出演はオリヴィア・クック、ベン・ハーディ、ダリル・マコーマックなど。
アイルランドの裏社会を舞台に、若き悪女と彼女に翻弄される男たちを描いた犯罪群像劇。
日本では劇場公開されず、WOWOWで2022年7月14日に放映された。

## ストーリー
アイルランド西部。若い女性ピクシーは4年前に亡くなった母の墓前で仇を討つことを誓う。その頃、コリンとファーガスの2人組の強盗が教会を襲い、神父たち（実はギャング）を撃ち殺して大量のMDMAを奪う。強盗には成功した2人だったが、ファーガスがコリンの元カノを奪った男だと知ったコリンは、ファーガスを撃ち殺してMDMAを独り占めにする。その元カノこそがピクシーであり、今回の強盗も彼女が仕組んだものだったのである。ピクシーはファーガスと空港で落ち合い、亡き母との約束の地サンフランシスコに向かう予定だったが、ファーガスが電話に出ないことから計画の失敗に気づく。
その夜、かねてよりピクシーに想いを寄せていたフランクとハーランドは彼女の家の前にやってくる。まずフランクが家に入り、ハーランドは車の中で待つことになる。ピクシーはフランクを家に入れるが、写真家志望の彼女はフランクに派手な女装メイクをさせてセミヌード写真を撮る。そこに嫉妬に狂ったコリンが現れ、銃を出してピクシーの家に押し入ろうとする。慌てたハーランドは咄嗟に車でコリンを轢き殺してしまい、死体をトランクに隠す。ピクシーと何もできないまま家を出てきたフランクに、ハーランドはコリンを轢き殺したのは正当防衛だったと説明する。2人はコリンの持っていたカバンに大量のMDMAが入っているの知ると、2人の友人である売人のダニエルにMDMAの卸し先として叔父のレイモンドを紹介してもらって大金を得ようと計画する。一方、ファーガスが殺されたことを知ったピクシーは、自宅前の血痕からフランクとハーランドがコリンを殺してカバンを奪ったことに気づくと、2人のもとを訪ね、強引に2人の計画に加わり、3人はレイモンドを訪ねる旅に出る。しかし、レイモンドのもとにたどり着いたものの、3人はまともに相手にされず、MDMAを奪い取られそうになる。その場はピクシーの咄嗟の反撃で3人は何とか逃げ出す。一連の旅の中で3人は親密な関係になっていく。
ピクシーの亡き母の再婚相手で、実の父娘のような関係である継父ダーモットはギャングのボスである。ダーモットらは既にファーガスの死体を見つけており、警察に探られないように処理していた。ところが、かねてより対立関係にある悪徳神父マグラス率いるギャングの教会をコリンとファーガスが襲っていたことを知ったダーモットは、マグラス神父らとの抗争を避けるために、まずは殺し屋シェイマスにコリンの行方を追わせることにする。シェイマスはコリンの元カノであるピクシーの後を追い、レイモンドをはじめとする、彼女が接触した人物たちを皆殺しにする。
3人はシェイマスに捕まる。しかし、ハーランドからコリンの死体は車のトランクの中にあると知らされたシェイマスがトランクを開けると、コリンは実はまだ生きていて、そこでコリンとシェイマスは撃ち合いになって共に瀕死の状態になる。息も絶え絶えのコリンにピクシーは、4年前に末期癌で入院中の母親を窒息死させたのがコリンだったことをコリンとの交際中に気づいたことを語って聞かせる。そしてコリンに殺しの理由を尋ねる。コリンは金で雇われたと答え、雇い主がダーモットの息子でピクシーの義理の兄であるミッキーであると示唆する。ピクシーはコリンの鼻と口を塞いで窒息死させ、シェイマスをコリンの銃で撃ち殺すと、フランクとハーランドに2人の死体を埋めさせる。
この事態に、ピクシーはMDMAをマグラス神父に買い取らせることを計画する。近くの廃墟となっている教会に金を持ってくるようにマグラス神父を呼びつけ、さらにそこに継父ダーモットらも呼び寄せる。こうして対立している2つのグループは激しい銃撃戦を繰り広げることになる。3人はその隙に逃げ出そうとするが、彼らの前にミッキーが立ち塞がる。ところがそこにマグラス神父の甥でピクシーがかつて本気で愛した唯一の元恋人ギャレスが現れたことで、気を逸らされたミッキーはフランクとハーランドに取り押さえられる。ピクシーは母の仇であるミッキーを撃ち殺そうとする。父親を奪って骨抜きにしたピクシーの母親を許せなかったと言うミッキーが泣いて命乞いをする姿に、ピクシーは弾がもったいないと片足を撃つだけで済ませる。再会したギャレスと熱いキスを交わし、教会の外まで逃げ出したピクシーをマグラス神父が追いかけて銃を向ける。そこに銃撃戦で傷を負ったダーモットが現れてマグラス神父を撃つ。ダーモットはピクシーに逃げるように言うが、そこでハーランドが突然教会内に突入し、銃撃戦の中で大金の入ったカバンを奪い取ってくる。こうして3人は大金を手に逃亡する。
ピクシーは当初の予定通りにサンフランシスコに向かう。フランクとハーランドはピクシーを空港で見送る。ところが3人で手に入れた大金はピクシーが独り占めしていたのである。2人に残されたカバンの中にはかつてピクシーが撮ったフランクの女装セミヌード写真が入っていた。

## キャスト
- ピクシー: オリヴィア・クック
- フランク・マクレン: ベン・ハーディ
- ハーランド・マッケンナ: ダリル・マコーマック（英語版）
- ダニエル・ドネリー: クリス・ウォーリー（英語版） - フランクとハーランドの友人。売人。
- ダーモット・オブライエン: コルム・ミーニイ - ピクシーの継父。ギャングのボス。
- ミッキー・オブライエン: ターロック・コンヴェリー - ダーモットの息子。ピクシーの義理の兄。
- レイモンド・ドネリー: ディラン・モーラン - ダニエルの叔父。売人の元締め。
- サマー・オブライエン: オリヴィア・バーン - ダーモットの娘。ピクシーの父親違いの妹。
- ヘクター・マグラス神父: アレック・ボールドウィン - ダーモットと対立しているギャングのボス。
- ギャレス: セバスチャン・デ・ソウザ - ヘクターの甥。ピクシーのかつての恋人。
- シェイマス: ネッド・デネヒー（英語版） - 殺し屋。

## 製作
主要撮影は北アイルランドで7週間、追加撮影はアイルランド西部で行われることが2019年8月に発表された。

## 作品の評価
Rotten Tomatoesによれば、53件の評論のうち高評価は75%にあたる40件で、平均点は10点満点中6.3点、批評家の一致した見解は「『ピクシー 復讐と逃亡』は同様の様々な強盗スリラーから恥ずかしげもなくパクっているが、幸いなことに、オリヴィア・クックの主演としての傑出した演技のおかげで素晴らしい逃走劇に仕上がっている。」となっている。
Metacriticによれば、8件の評論のうち、高評価は3件、賛否混在は3件、低評価は2件で、平均点は100点満点中45点となっている。